# Parafia Matki Bożej Częstochowskiej w Grabownie Wielkim
Parafia Matki Bożej Częstochowskiej w Grabownie Wielkim – parafia rzymskokatolicka należąca do dekanatu Twardogóra diecezji kaliskiej. 
Została utworzona w 1972. Prowadzona do 2021 przez księży salezjanów. Od 2021 przez księży diecezjalnych. 
Kościół parafialny murowany zbudowany w XVII wieku. Mieści się pod numerem 100.